# Babe Risko
Babe Risko, de son vrai nom Henry Pelkowski, est un boxeur américain né le 14 juillet 1911 à Syracuse, dans l'État de New York, et mort le 7 mars 1957.

## Carrière
Passé professionnel en 1929, il devient champion du monde des poids moyens NBA & NYSAC le 19 septembre 1935 en battant aux points Teddy Yarosz mais s'incline dès la 2e défense de ses titres face à Freddie Steele le 11 juillet 1936. Risko met un terme à sa carrière en 1939 sur un bilan de 58 victoires, 24 défaites et 12 matchs nuls.